# カタハネ
『カタハネ』は、Tarteより2007年1月26日に発売されたアダルトゲーム。

## 概要
Tarteの第9作目にして最終作。現代編である「シロハネ」と過去編である「クロハネ」の2作から構成されており、それぞれ「天使の導き」、「天使の羽ばたき」の舞台劇と、少女と人形（シスター）の2人の関係を描いた物語である。
本作では、一般的な恋愛アドベンチャーゲームにおいてプレイヤーが主人公となる図式と異なり、登場人物の視点が場面に応じて切り替わりながら話が進んでいく「群像劇」という手法を採用している。また、インターフェースもメッセージウィンドウとCGを重ねて表示することの多い近年のゲームと異なり、PC-9800シリーズ初期の作品で多く見られたように、常に16:9のCG画面とメッセージ画面を分けた形式のウィンドウを採用している。
2014年7月30日にメガストア2014年9月号が発売され、付録DVDに本作のWindows XP/Vista/7/8対応版が収録された。
また、本作のリマスター版が『カタハネ ―An' call Belle―』の名称で2016年8月26日に発売されており、2018年1月25日には同作のPlayStation Vita版も発売された。詳しくは後述。

## あらすじ
主人公であるセロ・サーデは人形のココをメンテナンスするために白銀の村へ行くことになる。旅にはセロの友人であるワカバ・フォーレとその弟であるライト・フォーレも同行することになる。ワカバは脚本家を志望しており、近くに開かれる演劇祭のために脚本を書き、旅の途中で役者を見つけようとする。滞在した街にて舞台女優を目指すアンジェリナ・ロッカやココと同じく人形であるベルと出会い、一緒に旅をすることになる。

## 登場人物
担当声優はPC版 / PS Vita版の順に表記。

### シロハネ
アンジェリナ・ロッカ
声 - 安玖深音 / 後藤麻衣
貿易都市ブリューに住む、舞台女優を目指している少女。クリスティナ姫の役を演じることに憧れ、これまでにもいくつものオーディションを受けてきたが、いまだ合格したことはない。普段は肉屋でアルバイトをしながら、練習を続けている。ニコラの孤児院では子供たちのまとめ役をしており、その面倒見の良さから子供たちに慕われているが、言いたいことはハッキリと言う性格で、特に演劇については一切の妥協を許さない頑固な一面もある。
ベル
声 - 五行なずな / 小野涼子
レインとともにジルベルクで暮らしている人形。その容姿は、まるで天使のような美しい少女をしており、背中についている白い片羽根を除けば、人間と区別がつかないほど。唄を歌うことが好きだが、ある理由で人前では歌うことができない。
ココ
声 - 成瀬未亜 / 同左
セロとともに地方都市のモスグルンで暮らしている人形。ベルとは違い、腕の関節に継ぎ目が見えていたり、背中にねじ巻きをつけていたりと、一目で人形だとわかる姿をしている。製作年代はかなりの昔と推定されているが、その言動は外見のとおり幼い子供のものである。人の名前をうまく発音することができないため、ワカバを「カバー」、ライトを「ライ」のように名前を短く発音することが多い。但し何故かアンジェリナを「マー」、ベルを「ファー」と呼ぶ。
セロ・サーデ
声 - かわしまりの / 同左
モスグルン郊外の一軒家に、ココと住んでいる青年。歴史学者である父親(故人)を尊敬し、自身も歴史学を専攻しており、歴史学者を目指している。物静かで穏やかな性格であり、ココやフォーレ姉弟たちの良きまとめ役。
ワカバ・フォーレ
声 - 佐本二厘 / 同左
モスグルンに住む小説家志望の少女。実家のパン屋を手伝いながらも、作品を世に出そうと努力している。一度やると決めたことに対しては、何としてもやり遂げようとするまっすぐな性格をしているが、同時に頭に血が上りやすいために、周りが見えなくなり失敗することもしばしば。地元モスグルンで行われる演劇祭に脚本家として参加しようするが、その台本は、クリスティナ姫の悲劇を記した史劇『天使の導き』を大胆にアレンジしたものになる予定である。
ライト・フォーレ
声 - 佐本二厘 / 同左
ワカバの弟。生意気盛りの腕白坊主で、姉のワカバとはしょっちゅうケンカをしている。ココと仲が良く、二人で遊んでいることが多い。ワカバの書いている劇には興味が無かったが、ある日夢の中で、会ったことも無いはずのクリスティナ姫の姿をみる。そして、その姫とそっくりの少女をブリューの雑踏の中で見かけることになる。
ニコラ・ロッカ
声 - 理多 / 平井理子
ブリューで孤児院を運営している女性。口は悪いが、自分の元に集まってきた子供たちを愛し育て、世に送り出してきた。まだ若い頃、新婚旅行で訪れたジルベルクで、白い翼を持つ天使のような少女の姿を見たことがある。
レイン・ヘルマー
声 - 山中荘一
ジルベルクに住む、老人形技師。その技術は『国宝級』と称されるほどの達人で、国中にその名は知れ渡っている。一方で、本人は大変気さくな性格で、ワカバやアンジェリナたちには、自分のことを『じーさん』と呼ばせようとするほど。セロの父親とは古い知り合いで、両親の亡くなったセロに学費を仕送り援助している。
シルヴィア・ペレッツ
声 - 緒田マリ / 竹間千ノ美
トニーノとコンビを組んでいる女性。かつて、ある人形技師に弟子入りしていたことがあり、初級から中級程度の簡単な人形調律を行うことができる。空砲の込まれた拳銃を持ち歩くなど、荒事に慣れている様子を見せるが、受けた恩は必ず返す義理堅い性格でもある。
トニーノ・スタラーバ
声 - 風霧舜
セロとワカバが旅先で出会った男性。黒い帽子に黒い背広と、暑苦しい格好をしている。飄々とした言動で相手を煙に巻くことが多いが、豊富な人生経験から、セロとは別の意味で『良き兄貴分』と言える存在。かつて、舞台俳優を目指して生まれ故郷を飛び出した過去を持つ。
マリオン・キュリー
声 - まきいづみ
舞台女優。アンジェリナが一時期通っていた演劇学校で特別講師に招かれた際に出会った。真面目なアンジェリナをからかうのが趣味だが、迷っているときは相談にのってくれるなど良い先輩であり、アンジェリナからは慕われている。
ファビオ・グレイ
声 - 加藤一樹
その確かな演技力と風変わりな性格で有名な男優。マリオンの夫でもあり、彼女には全く頭が上がらない。雑誌のインタビューで、『悪役を演じたい』と話したことがきっかけで、ワカバたちの劇への参加を打診される。
リュリュ
声 - かわしまりの
ニコラの孤児院で暮らしている、アンジェリナに次ぐ年長者。線が細く、一見頼りなさそうにも見えるが、芯はしっかりとした性格で、ニコラやアンジェリナからも信頼されている。
フローラ
声 - 理多 / 平井理子
ベルの友達である小型の人形。お姫様の姿をしており、普段は、同じく小型人形のクエイクやチョコと三体いっしょに、ベルが持ち歩くバスケットの中に入っている。同じ単語を繰り返す、独特の言葉遣いをしている。

### クロハネ
クリスティナ・ドルン
声 - 安玖深音 / 後藤麻衣
白の国の王女。まだ年若く、先王の急死により急遽国を治める立場になったが、その優しい性格と美しい容姿から多くの人に慕われている。人形調律師としても類いまれなる腕を持っており、その腕前は白の国の歴史始まって以来と讃えられている。幼少時にある人形との悲しい別れを経験している。
エファ
声 - 五行なずな / 小野涼子
赤の国で造られた演劇人形。白の国で催される記念演劇に出演するために、クリスティナ姫のもとに派遣されてきた。背中に白い2枚の羽根をつけている以外は、人間と見まごうほどの精緻な造りをしており、赤の国では国宝級の扱いを受けている。そのため赤の国では、舞台が終わると強制的に眠りにつかされ、数年後に別の舞台を行う際にまた目覚めるといった生活を送ってきた。
ココ
声 - 成瀬未亜 / 同左
青の国で造られた汎用人形。白の国で催される記念演劇に出演するために、クリスティナ姫のもとに派遣されてきた。背中にねじ巻きをつけているなど、一目で人形と分かる姿をしているが、その製造には見た目以上に複雑で新しい試みが用いられている。年老いた人形技師によって造られ、その技師のことを『おばあちゃん』と慕っている。
アイン・ロンベルク
声 - 富士爆発 / 小西克幸
白の国の宰相。クリスティナ姫の後見人として、執務全般を取り仕切っている。後世に伝わる史劇『天使の導き』では、クリスティナ姫を裏切り殺害した逆賊とされている。
デュア・カールステッド
声 - 三咲里奈 / 伊藤静
白の国の女性騎士。代々ドルン家に仕えてきた騎士の家柄で、女性ながらも剣の腕前は国内随一を誇る。少々融通の利かない堅苦しいところはあるが、無邪気なココには姉のように接するなど、心根は優しい女性。
ヴァレリー・ジャカール
声 - 加藤一樹 / 石井一貴
青の国より白の国に赴任してきた大使。ハンスやユッシを巻き込み、何かしらの企みをめぐらしている。
ハンス・ブラント
声 - 加藤一樹
白の国の貴族。青の国に二年間大使として赴任していたが、大使交代に伴い白の国に帰ってきた。慎重を通り越して臆病な性格だが、知識欲は旺盛で新しい技術や知識を前にすると目を輝かせる。
ユッシ・オズボーン
声 - 風霧舜
白の国の老貴族。長く外務大臣を務めていたが、ある理由により外務大臣補佐となった。クリスティナ姫には忠誠をみせているが、その後見人のアインを毛嫌いしている。人形技術が白の国を支えていることを理解しつつも、過去、ある人形実験に立ち会った経験から人形を嫌っている。

## スタッフ
- 企画/原案/原画：笛
- シナリオ/構成：J-MENT
- BGM：マッツミュージックスタジオ/Blueberry & Yogurt
- 主題歌
  - オープニング「Alea jacta est!」
作詞/唄：Rita
作・編曲：Blueberry & Yogurt/マッツミュージックスタジオ
  - リマスター版オープニング「Life goes on.」
作詞/唄：Rita
作・編曲：Blueberry & Yogurt
  - クロハネ編（過去編）エンディング「Memories are here」
作詞：Jenya
作曲：松本慎一郎
唄：観月あんみ
  - シロハネ編（現代編）エンディング「it's just farewell」
作詞/唄：Rita
作・編曲：Blueberry & Yogurt/マッツミュージックスタジオ
- オープニングムービー：Rainbow-Motion-Graphics(RMG)

## カタハネ ―An' call Belle―
2016年8月26日に発売された本作のリマスター版。新たなOP曲とOPムービーが追加され、解像度の変更やWindows 10への対応、UIの一新などが行われた。更に豪華限定版には、特典として、設定資料や過去に発売された同人誌などを纏めた2冊組の冊子「ALL OVER KATAHANE WHITE / BLACK」、予約特典として、2007年発売当時のカタハネをダウンロードできる「カタハネ 2007 ver.2 ダウンロードチケット」が付属する。また発売記念として、予約者を対象とした記念品配布やコラボ企画、グッズ販売なども行われた。現在北米版の制作も予定されている。
また、2018年1月25日にはプロトタイプよりPlayStation Vita版が発売された。こちらには書き下ろしのシナリオや新規CGが追加されている。

## 音楽CD
Alea jacta est！
作中BGMの一部とシロハネ編OP曲を収録している。また、頒布当時Web上で公開されていた予告編「クロハネ　StoryⅠ～ Final」を収録したCD-ROMも同梱されている。コミックマーケット70で頒布された。
カタハネ オリジナルサウンドトラックアルバム
作中BGMの一部とクロハネ編OP曲、シロハネ編ED曲を収録している。コミックマーケット71で頒布された。
カタハネ オリジナルサウンドトラック
全ての作中BGM、旧OP曲とED曲に加え、ボーナストラックを数曲収録している。初回版が2012年5月25日に、再発版が2016年4月1日に発売された。
カタハネ オリジナルボーカルアルバム
リマスター版を含めた全てのOP曲とED曲に加え、旧OP曲とED曲のアレンジ版、北米版に使用される予定のOP曲とそれぞれのインスト版が収録されている。クラウドファンディング参加者にリターンとして送付されたのち、2017年7月28日に一般発売された。